# Lagerlogistik
Die Lagerlogistik ist ein wichtiger Teilbereich der Logistik eines Unternehmens und umfasst die Verwaltung und Sortierung eines Lagers mit höchstmöglicher Effizienz. Durch die Lagerlogistik wird beschrieben und festgelegt, wie der Wareneingang ins Lager, der Warentransport innerhalb des Lagers, die Art der Lagerung im Lager und der Warenausgang aus dem Lager von eigenen und fremden Gütern zu erfolgen hat.
Mit dem relativ späten Einzug der EDV in das Lager in den 1970er Jahren hat sich die Verwaltung und Steuerung eines Lagers erheblich geändert. Viele manuelle Vorgänge wie Platzsuche und -pflege in Karteikästen wurden Aufgabe des Rechners. Zu dieser Zeit wurde von Lagerverwaltung gesprochen. Der in den frühen 1980er aufkommende Einsatz drahtloser Datenübertragungssysteme für die Führung mobiler Arbeitsplätze wie Stapler und Kommissionierer für die Steuerung eines Lagers bedeutete einen weiteren Fortschritt für die logistischen Möglichkeiten zur Lagerverwaltung. 

## Lageroptimierung

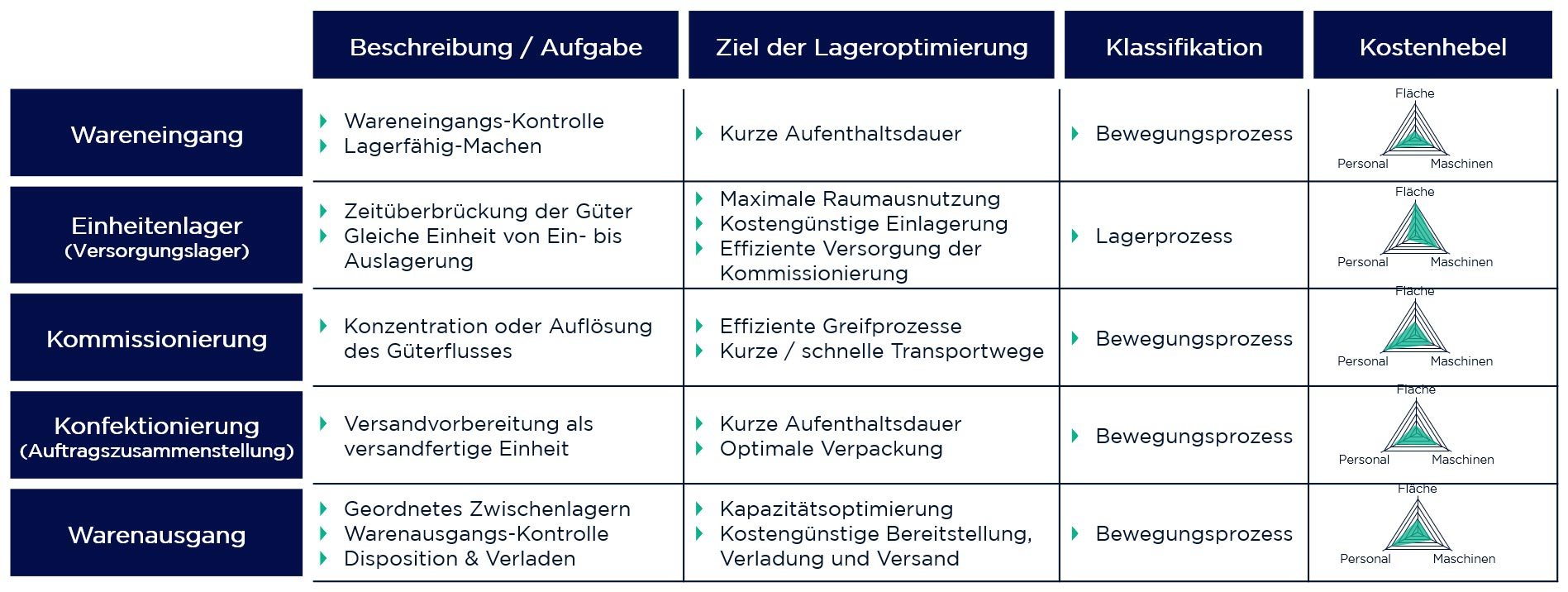
Verschiedene Lagertypen und Optimierungsziele entlang der Supply Chain

Die Optimierung der Lagerlogistik und Lagerplatzzuordnung hilft, Lagerkosten zu senken und die Performance zu steigern. Eine effiziente Lagerplatzzuordnung minimiert Transportwege und Durchlaufzeiten. Dabei werden die bestehenden Prozesse hinsichtlich Leistungsfähigkeit, Schwachstellen und Potentiale analysiert.
Eine zweckgemäße Auslegung des Lagers, angepasst an die zu lagernden Güter und die Rolle innerhalb der Supply Chain, ist entscheidend, um Effizienz und Kostenkontrolle zu gewährleisten.